# Уильямс, Джесси (актёр)
Дже́сси Уэ́сли Уи́льямс (англ. Jesse Wesley Williams; род. 5 августа 1981, Чикаго, Иллинойс) — американский актёр, режиссёр, продюсер и активист, наиболее известный по роли доктора Джексона Эйвери в телесериале «Анатомия страсти», а также по роли Маркуса из игры «Detroit: Become Human».
Выступил исполнительным продюсером короткометражного фильма «Два далёких незнакомца», получившего премию «Оскар», и возрождения пьесы «Раскрой меня», удостоенной премии «Тони». Также сыграл в этой постановке и был номинирован на премию «Тони» за лучшую мужскую роль второго плана в пьесе.

## Биография
Джесси Уильямс родился в Чикаго, штат Иллинойс. Его отец — афроамериканец, а мать — шведка. Он окончил университет Темпл в Филадельфии, Пенсильвания, в период обучения в котором начал карьеру модели для Kenneth Cole Productions.

## Карьера
В 2005 году Уильямс начал изучать актёрское мастерство и был выбран для участия в показе талантов «New York Actors Showcase», организованном телеканалом ABC Television, среди 14 актёров, отобранных из более чем 800 участников кастинга. С 2006 года он снялся в ряде телесериалов, фильмов и театральных постановок. В 2012 году он основал продюсерскую компанию farWord Inc.
Уильямс дебютировал на экране в 2006 году в эпизоде сериала «Закон и порядок». После он снялся в подростковом сериале «За пределами разрыва» и появился в «Университете».
В 2009 году Уильямс получил роль Джексона Эйвери в шестом сезоне телесериала «Анатомия страсти». Его появление в сериале первоначально было периодическим, а начиная с седьмого сезона он был повышен до основного актёрского состава. Он работал над сериалом в течение 12 сезонов, и о его уходе было объявлено в мае 2021 года. Его последний эпизод вышел 20 мая на ABC. В интервью с журналом The Hollywood Reporter в мае 2021 года Уильямс сказал, что решение покинуть шоу было «коллективным» и частью обсуждения, которое актёр вёл с шоураннером Кристой Вернофф о развитии персонажа Джексона, что в конечном итоге помогло сформировать 11 сезонов сюжетной линии. В мае и октябре 2022 года он вернулся в гостевой роли в восемнадцатом и девятнадцатом сезонах.
В 2010 году BuddyTV включил его в свой список «Ста самых сексуальных мужчин года», где Уильямс занял шестую строчку. В 2011 году он получил премию «Молодой Голливуд».
Уильямс дебютировал в кино в 2008 году, сыграв роль второго плана Лео в сиквеле фильма «Джинсы-талисман 2». Затем он снялся в фильме «Бруклинские полицейские» (2009), в котором снимались Дон Чидл, Ричард Гир, Итан Хоук, Уэсли Снайпс и Эллен Баркин. В 2012 году Уильямс исполнил главную роль Холдена Маккрея в фильме ужасов «Хижина в лесу», спродюсированном Джоссом Уидоном и снятом под режиссурой Дрю Годдарда. Премьера фильма состоялась 13 апреля 2012 года.
В мае 2012 года фанаты организовали кампанию с целью повлиять на руководителей киностудий, чтобы те утвердили его на роль Финника Одэйра в фильме «Голодные игры: И вспыхнет пламя». Эта новость вызвала протесты среди некоторых фанатов «Голодных игр» против решений, принятых руководством киностудий.
В 2013 году Уильямс написал аналитическую статью для CNN, в которой разобрал фильм «Джанго освобождённый». Позже в том же году он озвучил аудиокнигу «Зловещие хроники: Что на самом деле произошло в Перу», написанную Кассандрой Клэр и Сарой Риз Бреннан.
9 июня 2015 года издание Variety объявило, что Уильямс присоединился к актёрскому составу триллера «Деньги», в который также вошли Джейми Бамбер, Келлан Латс, Джесси Уильямс и Джесс Вайсслер. Режиссёром фильма выступил Мартин Росете, а продюсером — Атит Шах.
В мае 2016 года Уильямс был исполнительным продюсером документального фильма «Stay Woke: Движение Black Lives Matter», который входит в серию BET «The Truth Series». В 2021 году Уильямс спродюсировал американский короткометражный фильм «Два далёких незнакомца», написанный Травоном Фри и Мартином Десмондом Роу. Этот фильм получил премию «Оскар» в номинации «Лучший игровой короткометражный фильм» в 2021 году.
Уильямс также выступал в качестве приглашённого режиссёра на студенческих постановках Urban Arts Partnership 24 Hour Plays Off-Broadway по приглашению Рози Перес и Анны Страут.
В марте 2022 года Уильямс дебютировал на Бродвее в возрождённой постановке пьесы Ричарда Гринберга «Раскрой меня». Он исполнил главную роль Даррена Лемминга. За эту работу Уильямс был номинирован на премию «Тони» в категории «Лучший актёр второго плана в пьесе».
Осенью 2023 года Уильямс получил повторяющуюся роль в сериале Hulu «Убийства в одном здании», играя персонажа по имени Тоберт. Вместе с остальными актёрами сериала он был номинирован на премию Гильдии киноактёров США в категории «Лучший актёрский состав в комедийном сериале» в 2024 году.

## Активизм
Уильямс — самый молодой член совета директоров организации The Advancement Project, аналитического центра и группы по защите гражданских прав. Он также является исполнительным продюсером проекта Question Bridge: Black Males, который включает в себя медиа-проект, художественную выставку, учебную программу для студентов и преподавателей, а также веб-сайт, посвящённый идентичности чернокожих мужчин и разнообразию внутри этой демографической группы.
Уильямс писал статьи для CNN и The Huffington Post. Он также был гостем программы Вульфа Блицера «Ситуационная комната».
В июне 2016 года Уильямс получил гуманитарную награду на церемонии BET Awards 2016. В своей благодарственной речи он поднял вопросы расовой несправедливости, полицейской жестокости и «изобретения белизны». В результате его выступления были распространены две петиции: одна с требованием уволить Уильямса из сериала «Анатомия страсти», а другая — оставить его в проекте.

## Другие работы
Уильямс иногда работал моделью во время учёбы в колледже, но никогда не рассматривал эту деятельность как карьеру. Он сотрудничал с агентствами Kenneth Cole Productions, Levi’s и Tommy Hilfiger Corporation. В 2012 году Уильямс также работал моделью для Lane Bryant.
Он снялся в роли любовного интереса R&B-певицы Рианны в музыкальном клипе на её песню «Russian Roulette» из альбома Rated R (2009). Также он участвовал в съёмках клипа на песню Эстель «Fall In Love» с альбома All of Me. В 2018 году Уильямс появился в клипе на песню Деми Ловато «Tell Me You Love Me».
Уильямс занимался озвучиванием и захватом движений для персонажа Маркуса в видеоигре «Detroit: Become Human», которая была впервые выпущена 25 мая 2018 года для PlayStation 4. Он также озвучивал и выполнял захват движений для персонажа Дюка в видеоигре NBA 2K21, которая вышла 4 сентября 2020 года на множестве платформ.

## Личная жизнь
Джесси Уильямс и его будущая жена Эрин Дрейк Ли познакомились, когда он ещё не был знаменит. Она занималась недвижимостью, а он работал школьным учителем и лишь изредка подрабатывал моделью. 1 сентября 2012 года Джесси Уильямс и Эрин Дрейк Ли поженились. У пары двое детей: дочь Сэди (род. в декабре 2013) и сын Масео (род. в октябре 2015). В апреле 2017 года стало известно, что Джесси Уильямс и Эрин Дрейк Ли разводятся после 5 лет брака.

## Фильмография
| Год       |     | Русское название                     | Оригинальное название                   | Роль                  |
| --------- | --- | ------------------------------------ | --------------------------------------- | --------------------- |
| 2006      | с   | Закон и порядок                      | Law & Order                             | Квами                 |
| 2006      | с   | За пределами разрыва                 | Beyond the Break                        | Эрик Медина           |
| 2008      | с   | Университет                          | Greek                                   | Дрю Коллинз           |
| 2008      | ф   | Джинсы-талисман 2                    | The Sisterhood of the Traveling Pants 2 | Лео                   |
| 2009      | тф  | Вашинтгтонка                         | Washingtonienne                         | Кей                   |
| 2009      | ф   | Бруклинские полицейские              | Brooklyn’s Finest                       | Эдди Куиллан          |
| 2009—2022 | с   | Анатомия страсти                     | Grey’s Anatomy                          | доктор Джексон Эйвери |
| 2010      | кор | Грязные танцы 3: Ночи капоэйры       | Dirty Dancing 3: Capoeira Nights        | Джонни                |
| 2010      | с   | Благодать в Сиэтле: Послание надежды | Seattle Grace: Message of Hope          | доктор Джексон Эйвери |
| 2011      | кор | Челюсти                              | J.A.W.                                  | Энин                  |
| 2012      | ф   | Хижина в лесу                        | The Cabin in the Woods                  | Холден Маккреа        |
| 2012      | кор | Проблемы богатой девушки             | Rich Girl Problems                      | Питер                 |
| 2013      | ф   | Змея и мангуст                       | Snake and Mongoose                      | Дон "Змея" Прюдом     |
| 2013      | ф   | Дворецкий                            | The Butler                              | Джеймс Лоусон         |
| 2013      | ф   | К рассвету они умрут                 | They Die by Dawn                        | Джон Тейлор           |
| 2015      | с   | Трофеи перед смертью                 | The Spoils Before Dying                 | Паркер                |
| 2016      | ф   | Деньги                               | Money                                   | Шон                   |
| 2017      | ф   | Лейкопластырь                        | Band Aid                                | Скайлер               |
| 2017      | кор | Волшебные каникулы                   | A Magical Holiday                       | муж                   |
| 2018      | ки  | Детройт: Стать человеком             | Detroit Become Human                    | Маркус                |
| 2019      | ф   | Села и Пики                          | Selah and the Spades                    | директор Бэнтон       |
| 2019      | ф   | Лестница Иакова                      | Jacob's Ladder                          | Айзек «Айк» Сингер    |
| 2019      | ф   | Случайные акты насилия               | Random Acts of Violence                 | Тодд Уолкли           |
| 2020      | с   | Власть в ночном городе               | Power                                   | Кадим                 |
| 2020      | с   | И повсюду тлеют пожары               | Little Fires Everywhere                 | Джо Райан             |
| 2020      | с   | Пожарная часть 19                    | Station 19                              | доктор Джексон Эйвери |
| 2020      | ки  |                                      | NBA 2K21                                | Дюк                   |
| 2021      | с   | Дамы шутят по-черному                | A Black Lady Sketch Show                | Исаак                 |
| 2022      | ф   | Секретная штаб-квартира              | Secret Headquarters                     | Шон Айронс            |
| 2023      | ф   | К тебе или ко мне?                   | Your Place or Mine                      | Тео                   |
| 2023      | с   | Убийства в одном здании              | Only Murders in the Building            | Тоберт                |

### Музыкальные клипы
| Год  | Исполнитель | Название                      |
| ---- | ----------- | ----------------------------- |
| 2006 | +44         | When Your Heart Stops Beating |
| 2009 | Рианна      | "Russian Roulette"            |
| 2010 | Эстель      | "Fall in Love"                |
| 2017 | Деми Ловато | "Tell Me You Love Me"         |
| 2017 | Jay-Z       | "Legacy"                      |

### Театральные постановки
| Год  | Название     | Роль           |
| ---- | ------------ | -------------- |
| 2022 | Раскрой меня | Даррен Лемминг |

## Награды и номинации
| Награда                        | Год  | Категория                                                 | Работа / Номинант       | Результат | Ист.   |
| ------------------------------ | ---- | --------------------------------------------------------- | ----------------------- | --------- | ------ |
| Тони                           | 2022 | Лучшая мужская роль второго плана в пьесе                 | Раскрой меня            | Номинация | [ 30 ] |
| Премия Гильдии киноактёров США | 2024 | Лучший актёрский состав в комедийном сериале              | Убийства в одном здании | Номинация | [ 31 ] |
| Молодой Голливуд               | 2011 | Актёр года на телевидении                                 | Джесси Уильямс          | Победа    | [ 32 ] |
| Премия NAACP Image             | 2017 | Лучшая мужская роль второго плана в драматическом сериале | Анатомия страсти        | Номинация | [ 33 ] |
| Премия NAACP Image             | 2019 | Лучшая мужская роль второго плана в драматическом сериале | Анатомия страсти        | Победа    | [ 34 ] |
| BET Awards                     | 2016 | Гуманитарная награда                                      | Джесси Уильямс          | Победа    | [ 35 ] |
| People’s Choice Awards         | 2015 | Любимый драматический актёр ТВ                            | Джесси Уильямс          | Номинация | [ 36 ] |
| People’s Choice Awards         | 2016 | Любимый драматический актёр ТВ                            | Джесси Уильямс          | Номинация | [ 37 ] |
| People’s Choice Awards         | 2017 | Любимый драматический актёр ТВ                            | Джесси Уильямс          | Номинация | [ 38 ] |
| People’s Choice Awards         | 2020 | Любимый мужчина ТВ-звезда                                 | Анатомия страсти        | Номинация | [ 39 ] |
| Teen Choice Awards             | 2017 | Choice TV: Актёр драматического сериала                   | Анатомия страсти        | Номинация | [ 40 ] |
| Teen Choice Awards             | 2018 | Choice TV: Актёр драматического сериала                   | Анатомия страсти        | Номинация | [ 41 ] |
| Webby Awards                   | 2018 | Специальные достижения                                    | Джесси Уильямс          | Победа    | [ 42 ] |